# Tisak (tvrtka)
Tisak plus d.o.o. je najveći hrvatski distributer tiskovina, duhana i duhanskih proizvoda s više od 850 kioska diljem Hrvatske.  U vlasništvu je Fortenova grupe.

## Povijest
1. srpnja 1946. osnovano javno trgovačko društvo “Narodna štampa” koje organizira prodajnu mrežu i prodaju novina. 1. travnja 1951., “Narodna štampa” i “Štamparija novina” iz Zagreba spajaju se u novinsko i štamparsko poduzeće “Vjesnik-Narodna fronta Hrvatske”. Poduzeće se bavilo izdavanjem i tiskanjem novina i knjiga, a u njegovu okrilju osnovan je 1. rujna 1951. i odjel distribucije, otvaraju se nova prodajna mjesta i poslovnice, a poduzeće distribuira i prodaje novine i ostala izdanja na teritoriju cijele bivše države. Između 1961. i 1972. u okviru NIŠP “Vjesnik” stvaraju se nove organizacijske jedinice za unapređivanje prodaje – Otprema, Transport, Plasman, Izvoz-uvoz, Zagrebačka prodaja, Prodaja-vanjske poslovnice.
Primjenom Zakona o udruženom radu te jedinice dobivaju poslovnu samostalnost, pa se 1972. često uzima kao godina osnivanja Društva.
1994. Tisak je registriran kao dioničko društvo, od 2007. godine posluje kao član Agrokor koncerna, najveće privatne kompanije u Hrvatskoj i jedne od najjačih kompanija u jugoistočnoj Europi, time počinje doba modernizacije i razvoja Tiska. Jedan od ciljeva koji su dolaskom Agrokora bili zadani je i provođenje informatizacije i modernizacije svih kioska. Uvođenjem PC kasa na sve kioske, u Tisku smatraju jednim od svojih većih informatičkih dostignuća te da je time stvoren preduvjet za daljnji razvoj novih projekata.
U kolovozu 2012. Tisak d.d. je preselio zgradu uprave i distributivni centar na novu adresu na Žitnjaku, Slavonska avenija 11a., u novi znatno veći i moderniji prostor koji zadovoljava sve potrebe vodećeg nacionalnog distributera tiskovina, duhanskih proizvoda, prepaid bonova i start paketa telekom operatera te ostalih proizvoda. Od 1. travnja 2019. Tisak počinje poslovati kao Tisak plus d.o.o. u sastavu Fortenova grupe nakon uspješno provedene Nagodbe vjerovnika u procesu izvanredne uprave Agrokora.

## Tisak brandovi i usluge
Tisak plus, uspješno slijedi svoju novu strategiju tranzicije iz tradicionalnog kanala prodaje tiskovina i cigareta u moderan „Centar usluga“ što potvrđuje značajan rast Tisak usluga koje omogućuju zadovoljenje svih potreba korisnika na jednom mjestu; plaćanje računa, slanje paketa, mjenjačnica, izrada fotografija i fotopoklona, igre na sreću Hrvatske Lutrije, podizanje gotovine, prijevozne karte, parking karte, elektronički bonovi, nadoplata ENC uređaja, copy usluga, ulaznice za događaje, i dr.

## Vanjske poveznice
- Službena stranica  Arhivirana inačica izvorne stranice od 14. veljače 2012. (Wayback Machine)
- Tisak na GooglePlusu
- Tisak na Twitteru
- Tisak na Facebooku